# Воробьёв, Иван Алексеевич (Герой Социалистического Труда)
Иван Алексеевич Воробьёв (12 ноября 1899 — 7 августа 1985) — передовик советского сельского хозяйства, председатель колхоза имени Чкалова Кунцевского района Московской области, Герой Социалистического Труда (1949).

## Биография
Родился 12 ноября 1899 года на территории Московской губернии в русской семье крестьянина.
В 1940-х годов был избран на должность председателя колхоза имени Чкалова в Кунцевском районе Московской области, ныне территория города Москвы. В тяжёлые военные годы под руководством Воробьёва колхоз продолжал работать и поставлять продукции сельского хозяйства государству.
По итогам работы в 1948 году колхоз под председательствованием Ивана Алексеевича сумел показать высокие производственные результаты. Особенно хорошие показатели были в свиноводстве по сдаче мяса свинины государству. 10,7 тонны свинины на 106 гектаров закреплённый за колхозом облагаемой пашни хозяйство получило в итоговом 1948 году.
За получение высокой продуктивности животноводства в 1948 году при выполнении колхозом обязательств поставок сельскохозяйственных продуктов и плана развития животноводства по всем видам скота Указом Президиума Верховного Совета СССР от 7 апреля 1949 года Ивану Алексеевичу Воробьёву было присвоено звание Героя Социалистического Труда с вручением ордена Ленина и золотой медали «Серп и Молот».
В дальнейшем продолжал трудовую деятельность. С 1968 года находился на пенсии. Являлся персональным пенсионером Всесоюзного значения.
Проживал в городе Москве. Умер 7 августа 1985 года. Похоронен на Ваганьковском кладбище города Москвы.

## Награды
За трудовые и боевые успехи удостоен:
- золотая звезда «Серп и Молот» (07.04.1949),
- орден Ленина (07.04.1949),
- другие медали.